# Victor A. Lundy

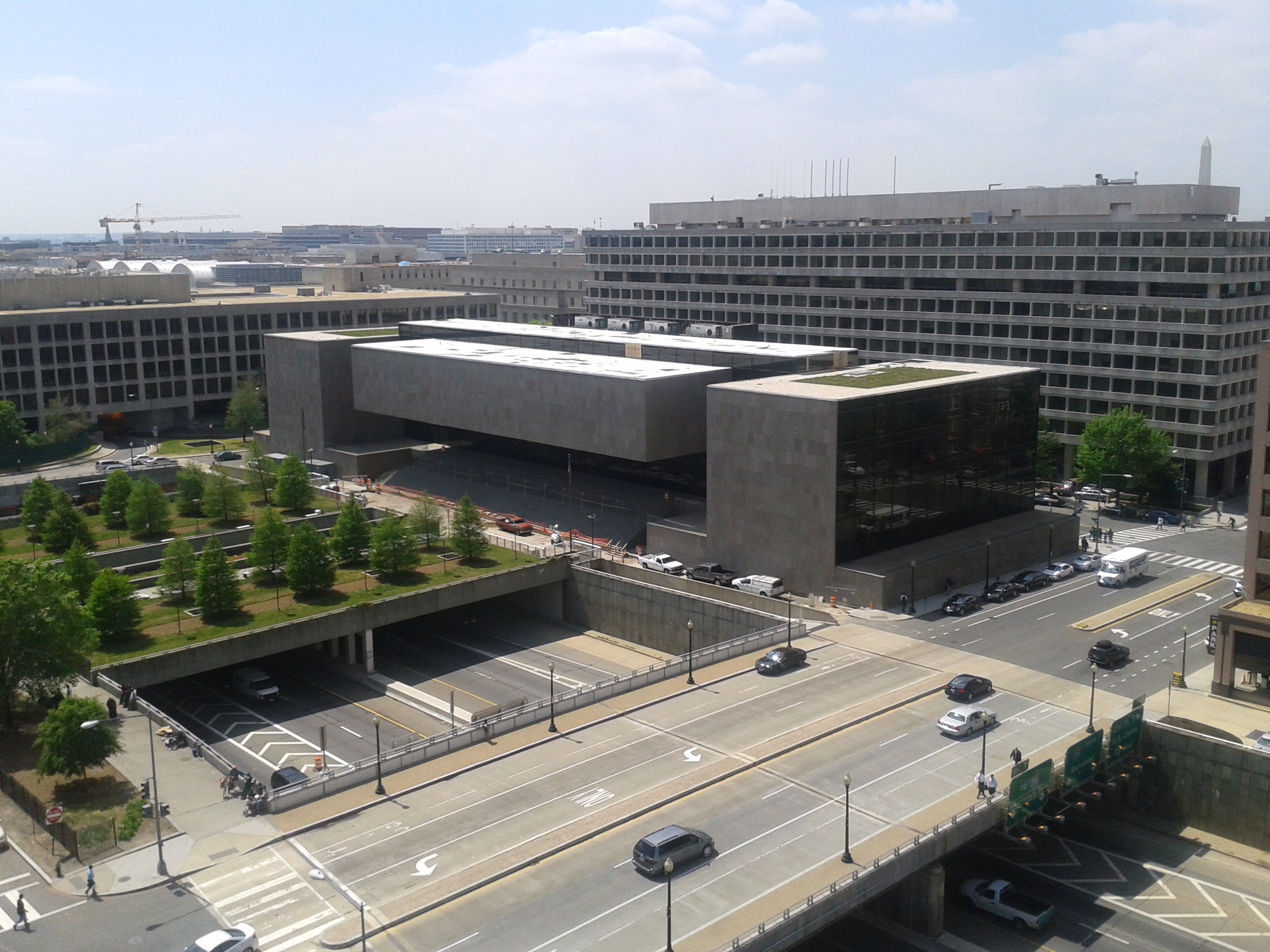
El edificio del Tribunal Fiscal de los Estados Unidos en Washington D. C.

Victor Alfred Lundy (1 de febrero de 1923-4 de noviembre de 2024) fue un arquitecto estadounidense. Un ejemplo de arquitectura moderna, fue uno de los líderes de la Escuela de Arquitectura de Sarasota. Su Warm Mineral Springs Motel, en las afueras de Warm Mineral Springs, Florida, figura en el Registro Nacional de Lugares Históricos. Fue honrado por el Instituto Smithsoniano a sus 90 años en 2013. La GSA estrenó una película sobre su vida y obra, titulada "Victor Lundy: Sculptor of Space" el 25 de febrero de 2014.

## Trayectoria
Lundy comenzó su educación arquitectónica en la New York University siguiendo a la Escuela de Beaux Arts. Tras el fin de la Segunda Guerra Mundial pudo realizar un máster con Walter Gropius en la Universidad de Harvard. Fue allí, bajo la tutela de Gropius, en donde Lundy asimiló los conceptos modernos del modelo de la Bauhaus.
Lundy se trasladó a Sarasota en 1951 e inmediatamente comenzó a prosperar en un entorno intelectual y creativo altamente activo. Lundy trasladó su práctica a Nueva York en 1960 y a Houston en 1976, donde continuó produciendo formas innovadoras similares a las que diseñó en Sarasota. Además de arquitecto, Lundy también es un consumado dibujante, pintor y acuarelista.

### Los años de Sarasota
Es considerada la mejor etapa de la obra de Lundy. Durante este tiempo, el arquitecto consiguió sintetizar los conocimientos y habilidades aprendidas en su juventud en un tipo de arquitectura novedosa y ecléctica. Lundy demuestra que es capaz de aunar con brillanted inusual bajo un mismo concepto la rigurosidad y modernidad del modelo de la Bauhaus con el clasicismo depurado de la Escuela de Beaux Arts, adaptándose además al caluroso clima de la Florida.

### Espacios sagrados e institucionales
Otra faceta importante de la obra de Lundy son las obras eclesiásticas en donde el arquitecto alcanzó sus mayores logros proyectuales. Otra faceta son los proyectos institucionales de Lundy en Washington y Sri Lanka. Su obra se completa con proyectos formalmente más atractivos, tales como el Showroom Miller o el pabellón ‘Space Flowers’, ambos en Nueva York.

## Obra

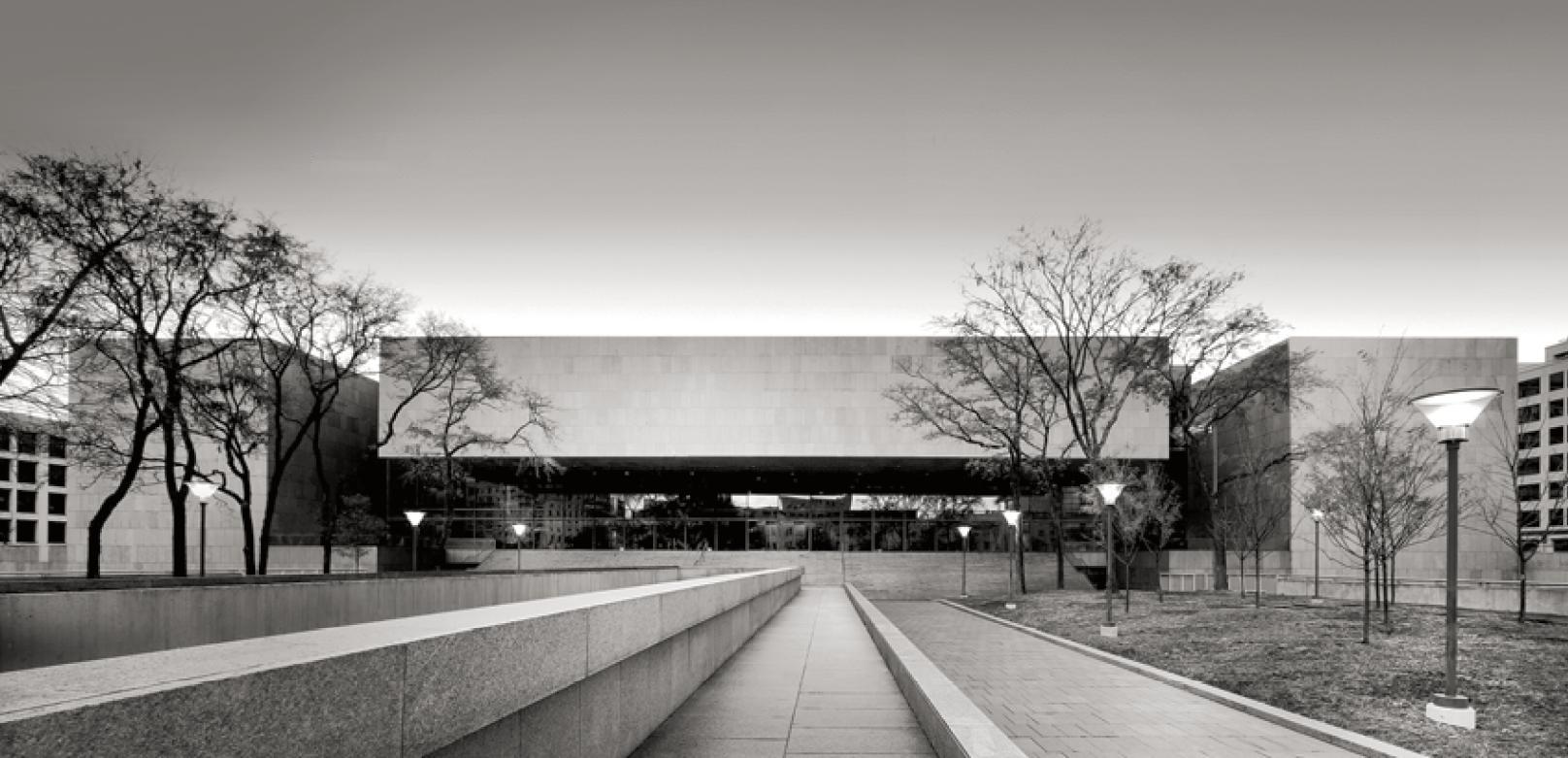
Vista frontal del edificio del Tribunal Fiscal de los Estados Unidos que Lundy diseñó en colaboración con el estudio de arquitectura Lyles, Bissett, Carlisle y Wolff (LBC & W)

- Iglesia Drive-In, Venice, FL (1954). Demolido.
- Cámara de Comercio del Gran Sarasota (Edificio Pagoda), Sarasota, FL (1956)
- Centro Comunitario South Gate, Sarasota, Florida (1956)[6]
- Escuela Primaria Alta Vista, también conocida como El "ala de mariposa", Sarasota, FL (1957)[7]
- Oficina de seguros de Joe Barth [hoy, Murray Homes], Sarasota, FL (1957)
- Herron House, Venice, Florida (1957)[8]
- Iglesia Presbiteriana Bee Ridge, Sarasota, FL (1957)
- Edificio Waldman, 533 S. US 301 (1958)[9]
- Warm Mineral Springs Motel, North Port, FL (1958)
- Salón de miembros de la Iglesia luterana de St. Paul, Sarasota, FL (1958)[10]
- Teatro itinerante para la comisión de la energía atómica (AEC) (1959)[11]
- Sala de exposición de muebles de Galloway, Sarasota, FL [hoy, Visionworks] (1959)[12]
- "Pabellones de burbujas" para la Exposición Universal de Nueva York de 1964 a 1965 (Barras de bar The Brass Rail)[13]
- Iglesia de la Resurrección Harlem, Nueva York (1966) Demolida.[14]
- Primera Iglesia Unitaria, Westport, CT (1960)[15]
- Embajada de los Estados Unidos, Colombo, Sri Lanka (1961-1985)
- Sierra Blanca (Nuevo México) Ski Apache Ski Resort Lodge (1961)[16][17]
- Casa de reunión unitaria, Hartford, CT (1964)
- Oficina estatal de IBM Garden, Cranford, Nueva Jersey (1965)[18]
- Residencia Lundy en Aspen, Colorado (1972)[19]
- Edificio del Tribunal Fiscal de EE. UU., Washington D. C. (terminado en 1974)
- Austin Center, Austin, Texas (1986)[20]
- One Congress Plaza, Austin, Texas (1987)

## Otras lecturas
- Kacmar, Donna. Victor Lundy: Artista Arquitecto . Prensa arquitectónica de Princeton, 2018.ISBN 9781616896614
- Revista Victor Lundy Dwell agosto de 2008
- Dibujos de Victor Lundy en Normandía Francia como un joven soldado en la Segunda Guerra Mundial
- Solaguren-Beascoa de Corral, Félix : Motel Warm Mineral Springs, 2011, Barcelona, Grupo PAB Departamento de Proyectos Arquitectónicos, 22-33 páginas.ISBN 978-84-608-1181-7